# Anne d'Harnoncourt
Anne Julie d'Harnoncourt (Washington, 7 septembre 1943 - Philadelphie, 8 juin 2008 ) est une commissaire d'art américaine, directrice du Philadelphia Museum of Art, spécialiste de l'art moderne et de l'œuvre de Marcel Duchamp.

## Biographie
Anne d'Harnoncourt est la fille de René d'Harnoncourt (en) (1901-1968), ancien directeur du Museum of Modern Art de New York et de son épouse Sarah Carr. La famille d'Harnoncourt est d'origine franco-autrichienne et descend de Jean Évrard de la Fontaine seigneur d'Harnoncourt au XVIIe siècle. Anne d'Harnoncourt est cousine avec le chef d'orchestre autrichien Nikolaus Harnoncourt.
Elle a étudié à The Brearley School à New York de 1949 à 1961, puis à Radcliffe College à Cambridge MA jusqu'en 1965. Son diplôme est une étude de littérature comparée entre Shelley et Hölderlin. Puis, elle travaille à la Tate Gallery à Londres. Elle devient ensuite assistante au département de peinture et de sculpture du Philadelphia Museum of Art entre 1967 et 1969, puis assistante à l'Art Institute of Chicago avant de retourner à Philadelphie en 1972 pour être conservatrice du département de l'art du XXe siècle.
En 1973, elle organise ainsi à Philadelphie la première grande rétrospective américaine de l'œuvre de Marcel Duchamp. Cette exposition voyage également à New York et à Chicago. Marcel Duchamp est avec Brancusi l'un des artistes modernes les mieux représentés dans la collection du musée de Philadelphie du fait de la collection léguée par Louise et Walter Arensberg. Anne d'Harnoncourt a rencontré Duchamp à Philadelphie en 1967 avant qu'il ne meure l'année suivante. Elle écrit avec Walter Hopps un essai sur son œuvre posthume Étant donnés qu'elle fait entrer en 1969 dans les collections du Philadelphia Museum of Art.
Elle organise alors à Philadelphie les expositions suivantes :
- Le Futurisme et l'Avant-garde internationale (1980)
- Violet Oakley (1979)
- Eight Artists (1978)
- John Cage (1982)

Elle acquiert pour le musée des œuvres de Jasper Johns, Ellsworth Kelly, Dan Flavin, Sol LeWitt, Brice Marden, Agnès Martin, Elizabeth Murray, Claes Oldenburg, Katherine Anne Porter, Dorothea Rockburne, James Rosenquist et Frank Stella.
En 1982, elle devient directrice du musée de Philadelphie. Elle organise des rétrospectives autour des œuvres de :
- Constantin Brancusi (1995)
- Cézanne (1996)
- Honami Koetsu (2000)
- Barnett Newman (2002)
- Salvador Dalí (2005)

Et des expositions thématiques comme :
- Pennsylvania Germans (1983)
- Japanese Design (1994)
- The Splendor of Eighteen-Century Rome (2000)
- Tesoros: The Arts in Latin America (2006).

En 2006, elle fait acquérir La Clinique du docteur Gross de Thomas Eakins, l'une des principales peintures de l'art américain du XIXe siècle.

## Influences
Anne d'Harnoncourt a été très influencée par le travail de son père en tant que commissaire d'exposition ainsi que par Walter Hopps, Pontus Hultén et James Speyer, conservateur de l'Art Institute of Chicago. René d'Harnoncourt, né à Vienne, en 1901, avait travaillé sur les Indiens d'Amérique et organisé une grande exposition sur l'art indien américain à San Francisco en 1939.

## Citations
- « Mon conseil est de regarder et regarder et regarder et encore regarder, car rien ne remplace le regard. L'art porte sur le regard. »
- « Qu'est-ce qui fait une installation parfaite ? Lorsque l'œuvre d'art chante, lorsque l'œuvre d'art communique ou agit peu importe ce qu'elle fait. »
- « Les musées sont par essence des entreprises utopiques. Ils ont tous commencé avec cette idée idéaliste de l'art pour le peuple et de l'art comme mode d'éducation. »[3]